# 昆侖能源
昆仑能源有限公司（英語：Kunlun Energy Company Limited，港交所：0135），前称为中国石油（香港）有限公司，中国（香港）石油，属于在1973年于香港交易所上市的工业公司，简称昆仑能源，是中国石油天然气集团公司的分公司（拥有62.1%的股份）。主要业务是在中华人民共和国、南美、中亚及东南亚开采及生产原油及天然气。

## 历史

石油礦區分佈圖

1970年，成立前身為「富輝企業有限公司」，當時主要經營房地產、遊艇俱樂部及股票投資。
1973年3月13日，於香港交易所主板上市。
1988年，被聯合集團收購，更名「華南第一財務有限公司」。
1991年，更名「Paragon Holdings Limited」。
1993年，被中國石油天然氣收購，更名「中国石油（香港）有限公司」。
2010年12月27日，昆仑能源通过北京产权交易所进行之公开招标，成功以一百八十八点七一亿元人民币（二百一十九点七亿港元）竞投中石油北京天然气管道公司六成股权。
2012年4月4日，以先舊後新配售8億股，以近下限13.1元定價，集資104.8億元。同年排列亚洲最具成长力能源公司第二名。
2012年11月17日，恒生指数公司收市后公布季度检讨，昆仑能源（0135）成为成份股。增至50只的上限。在2012年12月10日生效。
2017年11月10日，恒生指数公司收市后公布季度检讨，昆仑能源（0135）被剔出成份股，于同年12月4日起生效。
2019年9月25日，美国财政部发布公告，以违反美国对伊朗制裁令为由，将包括中远海运（大连）有限公司、大连中远海运油运船员船舶管理有限公司、中和石油有限公司、昆仑航运有限公司、昆仑控股有限公司和飞马88有限公司在内的5名中国公民和6家中国实体列入美国出口管制实体清单。
2020年12月22日，昆侖能源與國家石油天然氣管網集團訂立股權轉讓協議，向對方出售其持有的北京管道公司60%股權，以及大連LNG公司的75%股權。

## 所属企业
- 中石油北京天然氣管道公司60%，已出售
- 中石油江蘇液化天然氣有限公司55%
- 昆仑能源青海有限公司100%
- 昆仑能源西藏有限公司100%
- 昆仑能源（山东）有限公司100%
- 四川川港燃氣有限責任公司、51%
- 中石油天津天然氣管道有限公司51%
- 滄州中油燃氣有限公司51%
- 西安庆港洁能科技有限公司51%
- 吉林吉港清洁能源有限公司51%
- 中石油大连液化天然气有限公司75%
- 河北省华港燃气集团有限公司51%
- 中石油天津天然气管道有限公司51%
- 四川川港燃气有限责任公司51%
- 新疆新捷股份有限公司97.26%
  - 喀什新捷能源有限公司
  - 阿克苏新捷能源有限公司
  - 吐鲁番新捷能源有限公司
  - 新疆新捷燃气有限公司
  - 伊犁新捷能源有限公司
  - 克拉玛依新捷能源有限公司
  - 湖北新捷能源有限公司
  - 江苏新捷能源有限公司
  - 北京新捷能源有限公司
  - 和田新捷能源有限公司
  - 哈密新捷能源有限公司
- 新疆博瑞能源有限公司88.24%
- 和田LNG
- 華油內蒙LNG
- 陝西安塞LNG
- 四川廣安LNG
- 湖北黄岗LNG
- 吐鲁番LNG
- 克拉玛依LNG
- 哈密LNG
- 中油中泰燃气投资集团有限公司49%
- 华油天然气股份有限公司77.59%
  - 陕西华油天然气有限公司
  - 河北华油天然气有限公司
  - 内蒙华油天然气有限公司
  - 广安华油天然气有限公司
  - 山西华油天然气有限公司
- 海南中油深南石油技术开发有限公司96.68%

## 商業欺詐
1990年，聯合集團（0373.HK）創辦人李明治因涉及交易欺詐，而把旗下公司出售。其中包括「聯合國際工業有限公司」（中油潔能（港交所：0260）前身）、Paragon Holdings（中國（香港）石油（港交所：0135）前身）等，而李明治被判入獄一年。